# Гаринский заказник
Гаринский зоологический охотничий заказник — государственный заказник площадью 11,4 тысячи гектаров на территории Гаринского городского района Свердловской области. Заказник организован 29 мая 1969 года для акклиматизации американской норки. Также в заказнике охраняется популяция бобра, выдры и ондатры.